# قشاط (حلويات)
القشاط؛ حلويات تقليدية تصنع في سلطنة عمان، وتأتي بألوان مختلفة كالأبيض، والأحمر، والأصفر وغيرها

## طريقة الصنع
تتكون بشكل أساسي من السكر والنارجيل ( جوز الهند)، حيث يغلى السكر مع الماء إلى أن يصبح قوامه سميكا، ثم يضاف له جوز الهند المبشور، ويترك الخليط حتى يتجانس.
ثم يوضع على صينية حتى يبرد ويتماسك، بعدها يقطع إلى أجزاء صغير، وقد تزاد فيه نكهات إضافية مثل ماء الورد، والزعفران، وغيرها

## مناسبات التقديم
يرتبط القشاط بمناسبات تقليدية خاصة، كالأعياد، أو عندما ترزق الأسرة بمولود، وحاليا أصبح يقدم في الأسواق التقليدية كذلك، وبالرغم من وجود أصناف وبدائل متنوعة من الحلويات إلا أن ميزة القشاط هي ارتباطه بالذكريات والطابع التقليدي.